# 水草滩遗址
水草滩遗址，位于中华人民共和国青海省大通回族土族自治县宝库乡水草滩村，为青海省市县级文物保护单位，公布日期为1987年7月25日，类型为古遗址。
水草滩遗址的历史年代为青铜时代。